# BBBank

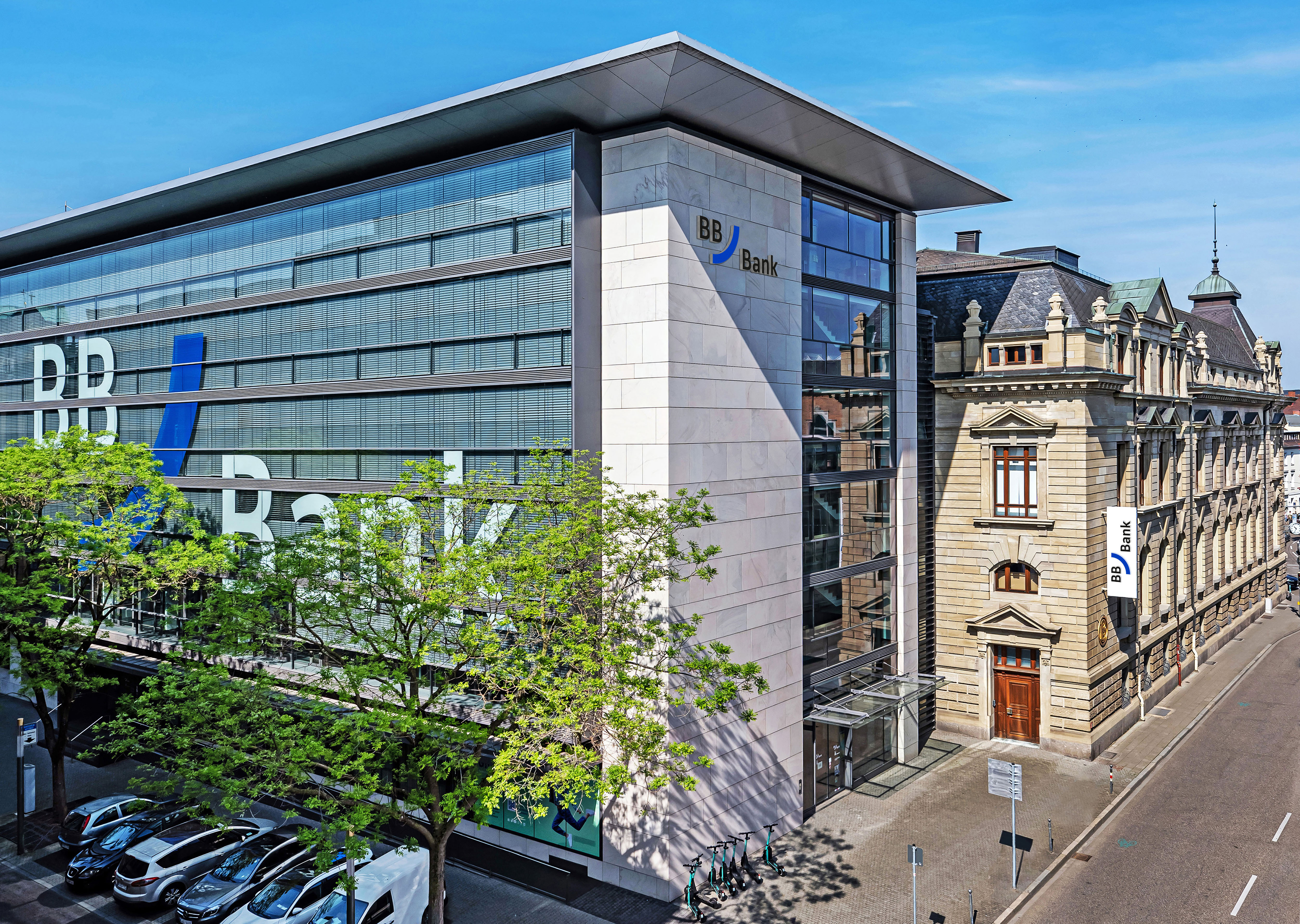
Außenansicht der BBBank-Hauptstelle in Karlsruhe

Die BBBank eG ist eine deutsche Genossenschaftsbank mit Sitz in der baden-württembergischen kreisfreien Stadt Karlsruhe. Sie ist die größte genossenschaftliche Privatkundenbank Deutschlands mit einem bundesweiten Filialnetz und bietet eine ganzheitliche Finanzbetreuung an.
Im Jahr 2024 erreichte die BBBank ein Kundengeschäftsvolumen in Höhe von 37 Milliarden Euro.

## Geschichte

### 1921–1933

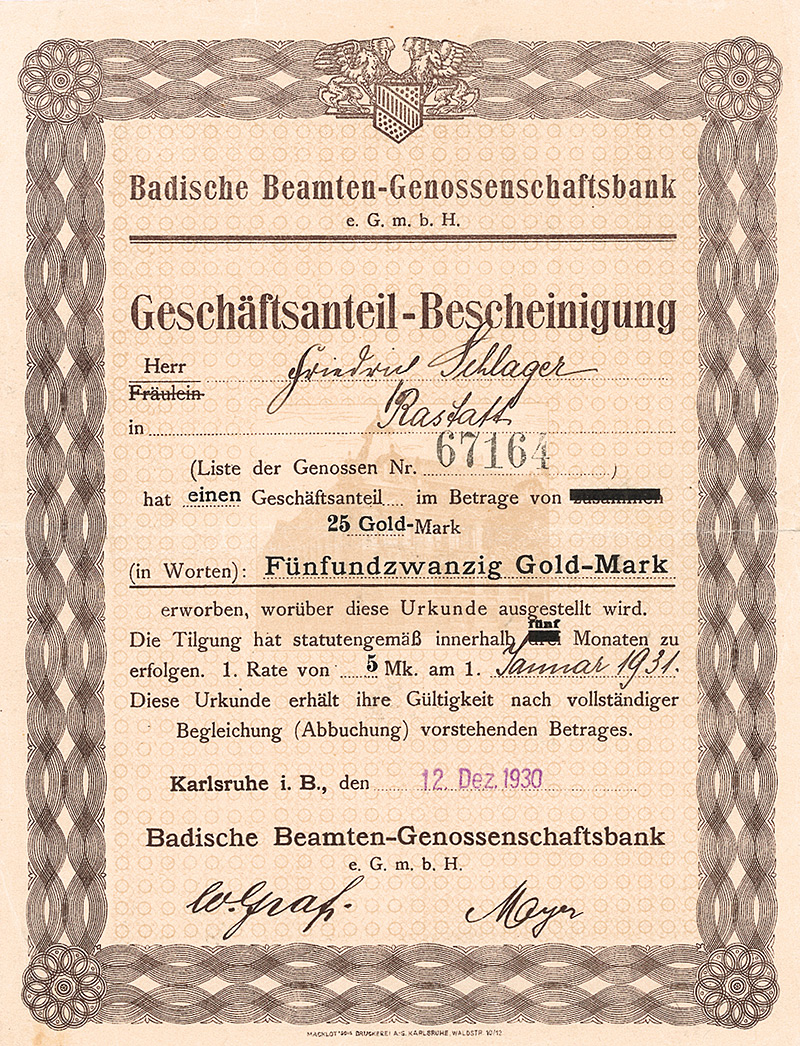
Geschäftsanteil-Bescheinigung der Badischen Beamten-Genossenschaftsbank von 1930

Die heutige BBBank eG wurde am 12. November 1921 als Badische Beamten-Genossenschaftsbank eGmbH in Karlsruhe gegründet. Initiator dieser genossenschaftlich organisierten Selbsthilfeeinrichtung war der Postinspektor Gotthold Mayer, der die finanzielle Notlage vieler badischer Beamter kannte. Zu dieser Zeit verfügten nur wenige Beamte über ein eigenes Konto oder Zugang zu Krediten. Ziel der Gründung war es, diese Situation zu verbessern. Gut 30 Beamte zeichneten am 12. November 1921 im Haus des Beamtenbundes in Karlsruhe die ersten Genossenschaftsanteile.
Sechs Jahre nach ihrer Gründung hatte sich die Badische Beamtenbank eGmbH, die seit 1926 unter diesem Namen firmierte, mit rund 50.000 Mitgliedern zur größten unter mehr als 70 Beamtenbanken in Deutschland entwickelt.

### 1933–1945
Nach der Machtübernahme durch die Nationalsozialisten wurde im April 1933 die gesamte Bankspitze ausgetauscht. Gründer und Vorstand Gotthold Mayer wurde unter dem falschen Vorwurf der Untreue in Haft genommen und konnte erst nach Kriegsende wieder in die Badische Beamtenbank zurückkehren. Die Genossenschaft wurde im Nationalsozialismus „gleichgeschaltet“. Die vom Regime eingesetzten Funktionäre konnten so über Personal und Kundschaft bestimmen.

### 1945–1969
Nach Kriegsende genehmigte die französische Militärregierung im Juni 1945 die Wiedereröffnung der Badischen Beamtenbank eGmbH. Ein neuer Vorstand wurde gebildet, dem ab 1946 auch Gründer Gotthold Mayer angehörte. Obwohl Baden durch die Alliierten geteilt war, gelang es der Bank, die geschäftliche Einheit zu bewahren.
In den 1950er-Jahren stiegen die Bezüge im öffentlichen Dienst allmählich und immer mehr Beamte erreichten einen bescheidenen Wohlstand. Die Badische Beamtenbank eGmbH gewährte Konsumkredite und längerfristige Finanzierungen für die Anschaffung von Haushaltsgeräten oder Autos sowie für den Bau von Eigenheimen.

### 1969–2005
1969 erweiterte die Badische Beamtenbank eGmbH den Kreis der Mitgliedsberechtigten. Von nun an konnte neben Beamten sowie Beschäftigten aus dem öffentlichen Dienst jeder Privatkunde in die Genossenschaft eintreten, der ein festes Gehalt bezog.
1972 fusionierte die Badische Beamtenbank eGmbH mit der Hessischen Beamtenbank eGmbH zu Darmstadt mit Sitz in Darmstadt, der Südwestdeutschen Beamtenbank eGmbH mit Sitz in Frankfurt am Main und mit der Beamtenbank eGmbH -Bank für Angestellte und Beamte- in Köln mit Sitz in Köln.
Das Geschäftsgebiet Bayern kam hinzu, als die Badische Beamtenbank eG mit der Bayerischen Beamten Bank eG mit Sitz in Nürnberg zum 1. Januar 1999 verschmolz und seitdem unter dem Namen BBBank eG firmiert.
Zuletzt integrierte die BBBank eG im Jahr 2005 die SHB-Bank Schleswig-Holsteinische Beamtenbank eG (die ehemalige Beamtenbank zu Kiel eG) mit Sitz in Kiel und schloss damit den gruppeninternen Verschmelzungsprozess ab.

### 2005–2019
Die BBBank ging weitere Partnerschaften mit Beamteninstitutionen und -verbänden ein und entwickelte Angebote für den öffentlichen Dienst.
2011 gründete die Bank die BBBank Stiftung. Gemeinsam mit ihren Mitgliedern ruft sie eigene Projekte ins Leben und fördert Initiativen, insbesondere in den Bereichen Bildung und Erziehung, Kinder- und Jugendhilfe sowie aus dem Gesundheitswesen.
Seit 2017 ist die BBBank als bundesweite Genossenschaftsbank für Privatkunden, Beamte und Angestellte des öffentlichen Dienstes in allen Landeshauptstädten mit mindestens einer Filiale vertreten. Das Vor-Ort-Angebot wird durch Direktberatung und digitales Banking ergänzt.
Die von 2017 bis 2019 in Anspruch genommenen Rednertätigkeiten von Christian Lindner im Rahmen von Veranstaltungen und die durch einige Medienberichte suggerierte günstige Kreditvergabe an ihn für den Kauf eines Hauses stießen auf Kritik. Die Staatsanwaltschaft Berlin sah nach Prüfung keinen Anfangsverdacht für Abgeordnetenbestechung oder Vorteilsannahme.

### Seit 2019
Im April 2019 stieg die BBBank ins Private Banking ein und begann bundesweit die Betreuung von vermögenden Privatkunden.
2021 wurde Oliver Lüsch neuer Vorstandsvorsitzender der BBBank. Zuvor war Lüsch seit 2015 im Vorstand für die Bereiche Digitalisierung, Vertrieb, Private Banking und Marketing verantwortlich gewesen.
Mit einer Bilanzsumme von über 17 Milliarden Euro und rund 460.000 Mitgliedern wurde die BBBank 2021 die größte deutsche genossenschaftliche Privatkundenbank. Zur gleichen Zeit begann die Ausweitung des Online-Bankings der Bank. Im November 2021 nahm die BBBank zudem das Pfandbriefgeschäft auf.
Im Jahr 2024 erreichte die BBBank eG mit einem Kundengeschäftsvolumen in Höhe von 37 Milliarden Euro den höchsten Wert in ihrer Unternehmensgeschichte.

#### Fusionsvorhaben der BBBank mit der PSD Bank Berlin-Brandenburg
Nach dem erfolgreichen Abschluss der Sondierungsgespräche wurde Ende 2024 die Fusion mit der PSD Bank Berlin-Brandenburg verkündet. Der technische Zusammenschluss soll im Herbst 2025 erfolgen und rückwirkend auf den 1. Januar 2025 datiert werden.

## Geschäftsausrichtung
Die BBBank eG betreibt das Universalbankgeschäft. Im Verbundgeschäft arbeitet sie mit der DZ Bank, HDI Versicherung, Württembergischen Versicherung, R+V Versicherung, Debeka und der Union Investment zusammen.
Die BBBank steht in der Historie der deutschen Beamtenbanken. Seit Ende der 1960er-Jahre können Privatpersonen aller Berufsgruppen Mitglied werden. Voraussetzung für die Zeichnung von Geschäftsanteilen und damit für die Mitgliedschaft in der Genossenschaft ist ein bestehendes BBBank-Girokonto. Auf Genossenschaftsanteile wird eine jährlich neu festzulegende Jahresprämie ausgezahlt.

### Leistungen
Das Leistungsangebot der BBBank eG umfasst diverse Finanzdienstleistungen für Privatkunden. Dazu gehören Zahlungsverkehr mit Girokonten und Karten, verschiedene Kreditangebote wie Dispositionskredite, Konsumentendarlehen und Baufinanzierungen, Anlage- und Vorsorgeangebote, Vermögensberatung, Private Banking und die Absicherung persönlicher sowie familiärer Risiken. Ergänzt wird das Angebot durch digitale Services und Produkte mit Nachhaltigkeitsbezug, wie zinsvergünstigte Kredite für Solaranlagen. Die BBBank besitzt zudem die von der Bundesanstalt für Finanzdienstleistungsaufsicht (BaFin) erteilte Erlaubnis, das Hypothekenpfandbriefgeschäft zu betreiben.
Die Bank vermittelt auch Versicherungsleistungen. Zu diesen zählt die seit 1925 bestehende eigene Hausratversicherung, die jedoch nur BBBank-Kunden offen steht.
Laut Handelsblatt hebt die BBBank sich im bundesweiten Vergleich durch gute Konditionen für Ratenkredite, Bausparverträge, Baufinanzierung bei einer Zinsbindung von zehn Jahren und Forward-Darlehen hervor. Laut dem Tagesspiegel gehört die BBBank unter den überregionalen Filialbanken zu den besten Anbietern für Girokonten.

## Struktur und Rechtsverhältnisse
Die BBBank eG ist im Genossenschaftsregister beim Amtsgericht Mannheim unter GnR 100003 eingetragen. Rechtsgrundlagen sind das Genossenschaftsgesetz und die durch die Vertreterversammlung beschlossene Satzung. Organe der Bank sind der Vorstand, der Aufsichtsrat und die Vertreterversammlung.
Die BBBank eG ist der amtlich anerkannten Sicherungseinrichtung des Bundesverbandes der Deutschen Volksbanken und Raiffeisenbanken GmbH und der zusätzlichen freiwilligen Sicherungseinrichtung des Bundesverbandes der Deutschen Volksbanken und Raiffeisenbanken e. V. angeschlossen. Sie ist Doppelmitglied des CashPools und des Bankcard-Servicenetzes.

## Geschäftsgebiet
Das Geschäftsgebiet liegt mit 72 Filialen innerhalb des gesamten Bundesgebietes. Die Bank ist, im Gegensatz zu den meisten anderen genossenschaftlichen Banken in Deutschland, nicht regional begrenzt tätig.

## Engagement
Die BBBank unterstützt verschiedene Institutionen und Initiativen jährlich mit einer Summe von über zwei Millionen Euro. Dazu gehören unter anderem Spenden für Einrichtungen wie Malteser, Lebenshilfe und Feuerwehren oder auch Spenden für Initiativen wie Wiederbewaldung und Mobilitätskonzepte.
Die BBBank fördert die Schlosslichtspiele Karlsruhe seit ihrer Einführung 2015 unter anderem durch die Vergabe des jährlichen BBBank-Awards. Dieser Preis ermöglicht es Künstlern, ihre Werke auf der Schlossfassade zu projizieren und einem breiten Publikum zu präsentieren.
Die BBBank engagiert sich zudem im Sportbereich und ist Namenssponsor des BBBank Wildpark, dem Stadion des Karlsruher SC. Zudem ist die BBBank Hauptsponsor der Baden Volleys SSC Karlsruhe und unterstützt die Jugendmannschaften des FC Singen 04.

### Nachhaltigkeit
Im Jahr 2019 wurde die BBBank durch das Institut für Nachhaltiges Banking (INAB) zertifiziert. Das INAB-Siegel setzt Standards für die Geschäftspolitik von Unternehmen, die eine konsequente Nachhaltigkeitsstrategie verfolgen. Eine Re-Zertifizierung erfolgte im Jahr 2022.
Weiterhin verpflichtete sich die BBBank bis spätestens 2040 klimaneutral im Geschäftsbetrieb zu sein. Von 2019 bis 2030 sollen zudem 55 Prozent der Treibhausgase eingespart werden.

## Auszeichnungen (Auswahl)
- 2011: Zertifikat Berufundfamilie, verliehen von der Beruf und Familie GmbH.[60] Das Zertifikat wird seit 2011 jährlich durch ein Reauditierungsverfahren erneuert.[61]
- 2023: Nennung als Arbeitgeber mit Zukunft in der Kategorie Mittlere Unternehmen, verliehen von der Zeitschrift Stern.[62]
- 2024: Bank des Jahres in der Kategorie Überregionale Filialbanken, verliehen von n-tv.[63]
- 2024: Nennung als Unternehmen mit Zukunft in der Kategorie Mittlere Unternehmen, verliehen von der Zeitschrift Stern.[64]

## Logo

Bis 2018
Seit 2018
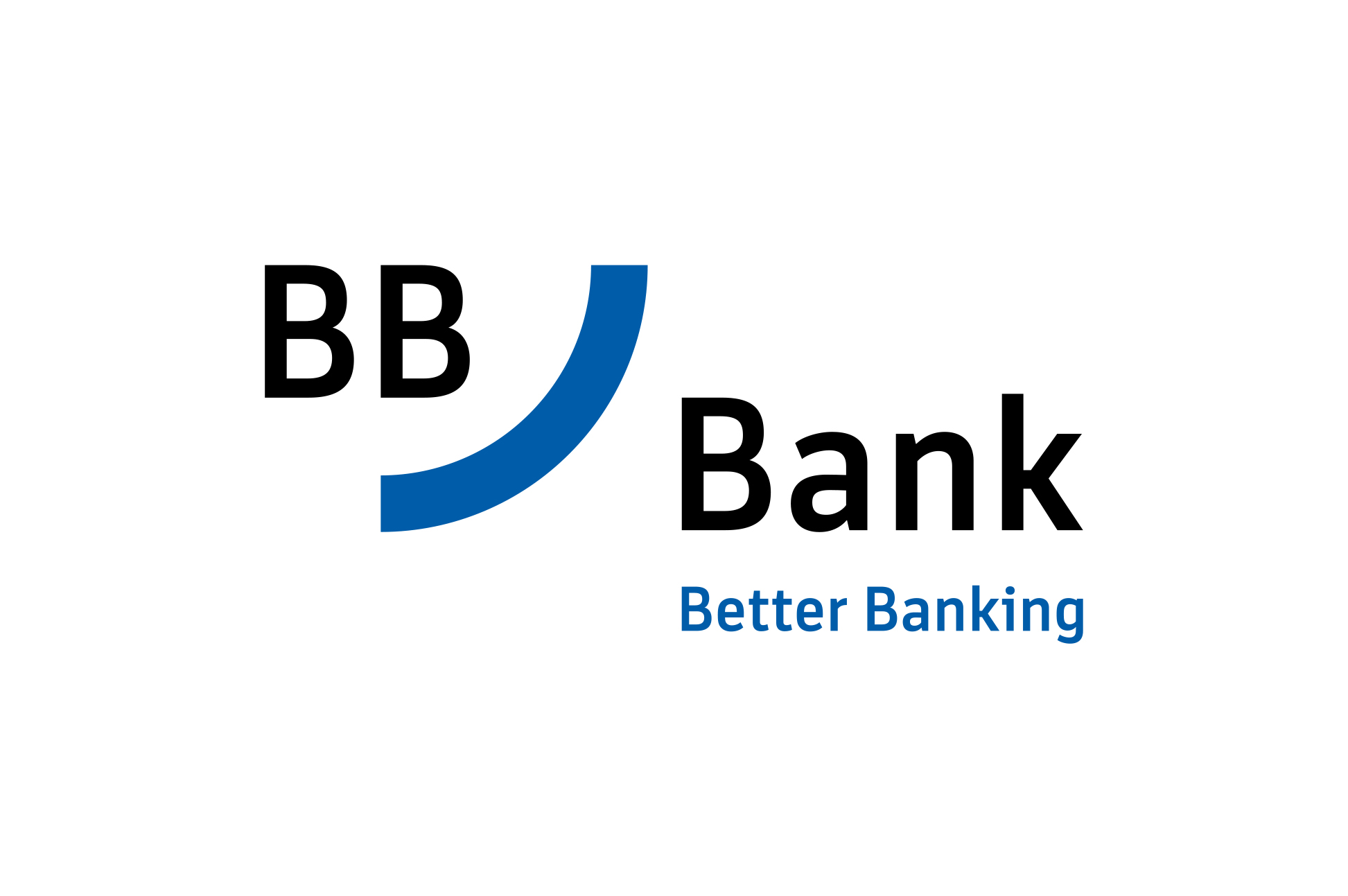
Logo mit Claim